# Équipe d'Espagne de baseball
Uniformes
L’équipe d’Espagne de baseball représente la Fédération d'Espagne de baseball lors des compétitions internationales, comme le Championnat d'Europe de baseball ou la Coupe du monde de baseball notamment.
Le prochain rendez-vous international de la sélection espagnole est la Coupe du monde de baseball 2009 qui se tient du 9 au 27 septembre.

## Palmarès
Jeux olympiques
- 1992 : 8e

Classique mondiale de baseball
- 2006 : non qualifiée
- 2009 : non qualifiée
- 2013 : éliminée au 1er tour
- 2017 : non qualifiée
- 2023 : non qualifiée

Coupe du monde de baseball
- 1988 : 12e
- 1998 : 14e
- 2005 : 14e
- 2007 : 14e
- 2009 : 12e

Coupe intercontinentale de baseball
- 1991 : 8e
- 1993 : 9e
- 1995 : 11e
- 1997 : 8e

Championnat d'Europe de baseball
| - 1954 : 2e - 1955 : 1er - 1956 : 4e - 1957 : 4e - 1958 : 5e - 1960 : 3e - 1962 : 3e - 1964 : 3e - 1965 : 4e - 1967 : 4e |  | - 1969 : 3e - 1971 : 6e - 1973 : 3e - 1975 : 4e - 1977 : 4e - 1979 : non qualifiée - 1981 : non qualifiée - 1983 : 4e - 1985 : 5e - 1987 : 3e |  | - 1989 : 3e - 1991 : 3e - 1993 : 5e - 1995 : 4e - 1997 : 3e - 1999 : 5e - 2001 : 6e - 2003 : 3e - 2005 : 3e - 2007 : 3e - 2010 : 9 à 10e |